# تشنغ تشيو هيوانغ
تشنغ تشيو هيوانغ مواليد 1922 (بالإنجليزية: Cheng Chiu Huang)‏ هو عالم نبات صيني. الذي عمل على نطاق واسع في «معهد علم النبات» التابع للأكاديمية الصينية للعلوم.

## من النباتات التي وصفها
- دريقة خطية الأوراق
- دريقة شبه دوارة